# 1851 en Belgique
Chronologie de la Belgique
- 1847
- 1848
- 1849
- 1850
- 1851
- 1852
- 1853
- 1854
- 1855

Cette page recense des événements qui se sont produits durant l'année 1851 en Belgique.

## Chronologie
- 23 février : fondation du Willemsfonds, organisation culturelle flamande de tendance libérale[1].
- 11 décembre : à la suite du coup d'État du 2 décembre en France, l'écrivain Victor Hugo s'exile à Bruxelles.

## Culture

### Littérature
- Le Gentilhomme pauvre (De arme edelman), roman de Hendrik Conscience[2].

### Arts
- 15 août - 31 octobre : ouverture du Salon de Bruxelles de 1851[3].
- Le sculpteur Jean-Baptiste De Boeck remporte le premier prix de Rome belge[4].

#### Peinture

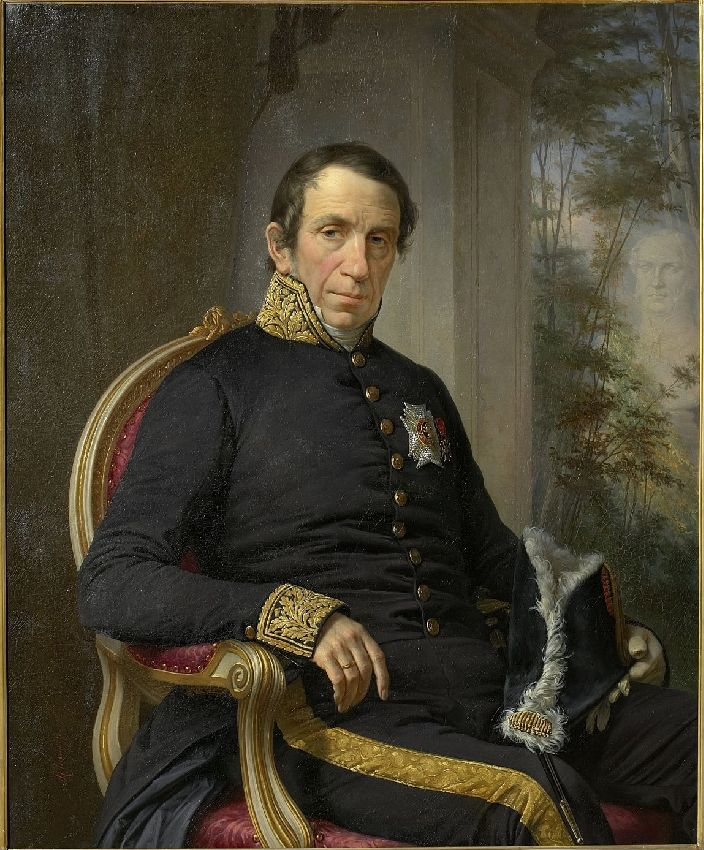
Portrait du Baron Louis de Schiervel (Auguste Chauvin).

## Naissances
- 22 juillet : Eugène Plasky, peintre († 4 mars 1905).
- 19 août : François Schollaert, homme politique († 29 juin 1917).
- 4 octobre : Michel Levie, homme politique († 6 mars 1939).
- 21 novembre : Désiré-Joseph Mercier, cardinal, archevêque de Malines-Bruxelles († 22 janvier 1926).
- 10 décembre : Alfred Ronner, peintre († 22 octobre 1901).

## Décès
- 15 mars : Gustave Nalinne, homme politique (° 1795).
- 5 mai : Victor Dupret, magistrat et professeur de droit (° 5 juillet 1807).
- 19 juillet : Hippolyte Visart de Bocarmé, assassin guillotiné sur la Grand-Place de Mons (° 14 juin 1818).
- 4 août : Émile d'Oultremont, diplomate et homme politique (° 21 juillet 1787).